# Ideal gas
En ideal gas  är en modellgas som antas bestå av ourskiljbara partiklar och där den enda växelverkan partiklar emellan, eller med den behållare de eventuellt är instängda i, är via elastiska kollisioner. I verkligheten uppvisar inte gaser dessa egenskaper, men approximationen är ändå oftast mycket god. 
För tekniska sammanhang gäller approximationen med god noggrannhet för gaser med temperaturer betydligt högre än sin kokpunkt, till exempel luft i rumstemperatur, medan korrektioner kan behövas för vattenånga som närmar sig sin kondensationstemperatur. 

## Beskrivning
Det finns tre typer av ideala gaser; klassiska ideala gaser samt de två kvantgastyperna ideala Bosegaser, bestående av bosoner, respektive ideala Fermigaser, bestående av fermioner. I detta sammanhang betyder "klassisk" att antalet partiklar är så mycket mindre än antalet tillgängliga tillstånd att varje tillstånd kan anses vara populerat av högst en partikel, och "kvant" betyder att så inte är fallet.
En perfekt klassisk gas är en ideal gas eller modellering av en gas som efterliknar reella gaser. En ideal gas har tillståndsekvationen given av
{\displaystyle pV=nRT=Nk_{B}T,\,}
där p är trycket, V är volymen och T  den absoluta temperaturen för gasen i fråga. n är substansmängden av gasen och R är allmänna gaskonstanten. Ett alternativ är att uttrycka mängden partiklar i gasen med N och där {\displaystyle k_{B}=R/N_{A}} är Boltzmanns konstant. Detta är den allmänna gaslagen. 
Att gasen är perfekt innebär att den potentiella energin mellan partiklarna är försumbar i jämförelse med partiklarnas kinetiska energi – partiklarna växelverkar inte med varandra förutom vid elastiska kollisioner mellan varandra.
Att gasen är klassisk innebär att det är liten sannolikhet att något individuellt partikeltillstånd är ockuperat av fler än en partikel. Detta betyder att det är liten sannolikhet att det finns två partiklar med samma hastighet. Tillståndssumman för hela ensemblens termer blir då rätt viktad.